# Glaucin
Glaucin ist ein Alkaloid aus der Gruppe der Aporphin-Alkaloide. Es ist im Pflanzenreich weit verbreitet und zum Beispiel unter anderem im Gelben Hornmohn (Glaucium flavum) zu finden. Es wird unter anderem als Mittel gegen Husten verwendet.
Bei den Alkaloiden ist es eine gängige Vorgehensweise den Namen von der Pflanzen, in der es das erste Mal entdeckt worden ist abzuleiten, daher leitet sich Glaucin vom „Glaucium“ ab.

## Vorkommen

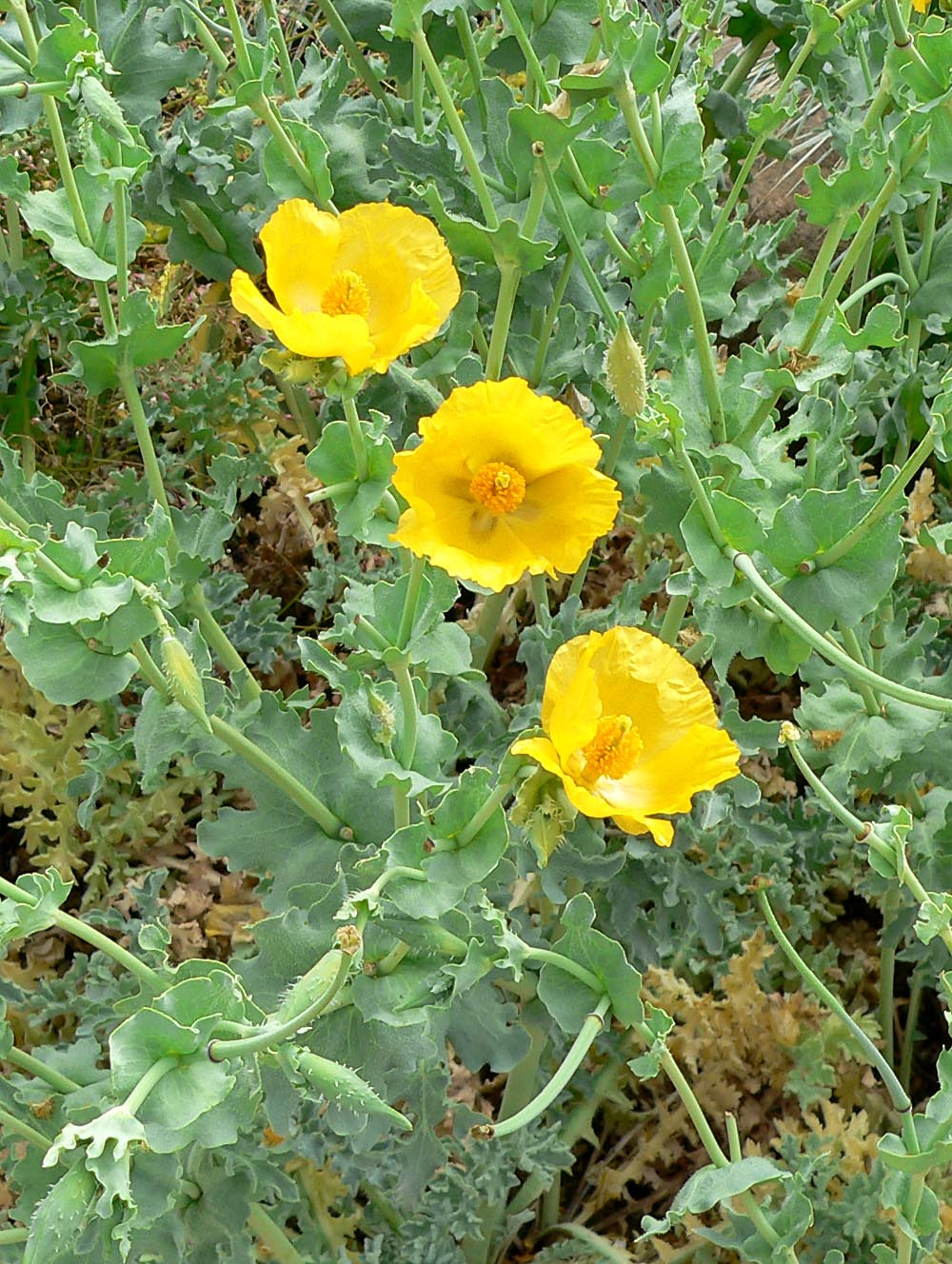
Gelber Hornmohn (Glaucium flavum)

Neben dem Vorkommen im Gelben Hornmohn (Glaucium flavum), findet man Glaucium auch noch in Gerste (Hordeum vulgare), der Kriechenden Mahonie (Mahonia repens), Annonengewächsen (Annonaceae), Berberitzengewächsen (Berberidaceae), Wolfsmilchgewächsen (Euphorbiaceae), Erdrauchgewächsen (Fumarioideae), Lorbeergewächsen (Lauraceae), Magnoliengewächsen (Magnoliaceae), Mohngewächsen (Papaveraceae) und Kreuzdorngewächsen (Rhamnaceae). Viele dieser Pflanzen sind in Europa, Asien und Südamerika verbreitet.

## Stereoisomerie
Glaucin ist chiral, es gibt zwei Stereoisomere, jedoch liegt in der Natur i. d. R. nur die (S)-konfigurierte Form vor. (R)-Glaucin wurde allerdings in Kapseln von Papaver californicum nachgewiesen.  Das (R)-konfigurierte Glaucin lässt sich auch synthetisch aus (S)-Glaucin herstellen. Die beiden Stereoisomere werden wie folgt bezeichnet:
- (S)-5,6,6a,7-Tetrahydro-1,2,9,10-tetramethoxy-6-methyl-4H-dibenzo[de,g]chinolin
- (R)-5,6,6a,7-Tetrahydro-1,2,9,10-tetramethoxy-6-methyl-4H-dibenzo[de,g]chinolin

| Glaucin (2 Stereoisomere) | Glaucin (2 Stereoisomere) |
| ------------------------- | ------------------------- |
| (S)-Konfiguration         | (R)-Konfiguration         |

## Biosynthese
Im Mohngewächse (Papaveraceae) treten Glaucin 3 und Corydin meist gemeinsam auf, weil die Biosynthese aus dem Norlaudanosolin 1 sich bis zum Norprotosinomenin 2 nicht unterscheidet. Ab dem Norprotosinomenin findet entweder eine Drehung der C-C-Bindung statt oder nicht, dies beeinflusst die Lage der Substituenten am Ring und entscheidet ob Glaucin oder Corydin entsteht. Schematische Darstellung:

## Synthese
Das erste synthetisch hergestellte Aporphin-Alkaloid ist das Glaucin. Die Synthese wurde von Robert Pschorr und Johannes Gadamer mit Papaverin als Ausgangsstoff entwickelt:
Als Erstes wird bei der Synthese das Papaverin 1 mittels Salpetersäure bei niedrigen Temperaturen nitriert und in das Nitropapaverin 2 umgewandelt. Anschließend wird dieses durch Dimethylsulfat am heterozyklischen Ring methyliert und so entsteht 3. Mit Zinn und Salzsäure wird die Nitrogruppe reduziert und es bildet sich das r-Aminolaudanosin 4, welches in saurer Lösung mit Natriumnitrit versetzt zur Diazoverbindung 5 wird. Im letzten Schritt wird die Diazoverbindung mit Kupferpulver versetzt und unter sichtbarer Stickstoffgasentwicklung erfolgt der Ringschluss zu Glaucin 6:

## Verwendung
Glaucin hat ein großes pharmakologisches Wirkungsspektrum, zum Beispiel kann es entzündungshemmend wirken, jedoch auch Krämpfe sowie Bewusstlosigkeit oder Atemlähmungen verursachen.
Als Antitussivum (Mittel gegen Husten) wird es in Bulgarien und anderen Ländern eingesetzt und ähnelt in der Wirkung dem Codein, jedoch soll es eine längere Wirkungsdauer besitzen. Es zeichnet sich dadurch aus, dass das zentrale Atemzentrum nicht unterdrückt wird und Glaucin bei längerer Anwendung nicht süchtig macht.
Glaucin wird selten auch als Rauschdroge verwendet, wobei Wirkungen wie Halluzinationen, Müdigkeit, Erbrechen, Schwindel und verminderter Blutdruck auftreten sollen.
Das Derivat des Glaucins Dehydroglaucin wirkt antibakteriell.
Des Weiteren wirkt Glaucin als Fungizid.